# Xya nitobei
Xya nitobei är en insektsart som först beskrevs av Tokuichi Shiraki 1911.  Xya nitobei ingår i släktet Xya och familjen Tridactylidae. Inga underarter finns listade i Catalogue of Life.